# Haren (Vårdö, Åland)
Haren är skär i Åland (Finland). De ligger i Skärgårdshavet och i kommunen Vårdö i landskapet Åland, i den sydvästra delen av landet. Öarna ligger omkring 20 kilometer nordöst om Mariehamn och omkring 260 kilometer väster om Helsingfors.
Arean för den av öarna koordinaterna pekar på är 5,2 hektar och dess största längd är 360 meter i sydöst-nordvästlig riktning. Närmaste större samhälle är Jomala, 17,3 km väster om Haren.

## Klimat
Inlandsklimat råder i trakten. Årsmedeltemperaturen i trakten är 6 °C. Den varmaste månaden är augusti, då medeltemperaturen är 18 °C, och den kallaste är februari, med −4 °C.